# زالاسنت‌لورینتس
زالاسنت‌لورینتس (به مجاری:  Zalaszentlőrinc) یک منطقهٔ مسکونی در مجارستان است که در زالا واقع شده‌است.